# Antonio Maria Pico della Mirandola
Antonio Maria Pico della Mirandola (Mirandola, dopo il 1442 – Roma, 6 marzo 1501) è stato un militare italiano, fu signore della Mirandola e conte della Concordia.

## Biografia
Secondo figlio di Gianfrancesco I Pico della Mirandola, signore della Mirandola e di Giulia Boiardo, la sua data di nascita esatta non è conosciuta, tuttavia nacque sicuramente dopo il fratello primogenito Galeotto (nato nell'agosto 1442).
Il 9 novembre 1467, alla morte del padre, succedette nel dominio della Signoria della Mirandola, congiuntamente ai fratelli Galeotto I e Giovanni, la cui investitura fu confermata dall'imperatore nel febbraio 1469, e il successivo agosto i fratelli si accordarono per dividersi il patrimonio, per quanto la madre Giulia Boiardo avesse chiesto l'aiuto del duca di Modena per risolvere alcune questioni.
Nel frattempo, terminati gli studi, Antonmaria si diede al mestiere delle armi e il 13 settembre 1468 assaltò la rocca di Spilamberto (occupata illecitamente da 15 anni dal conte Ugo Rangoni, che la difendeva con Venceslao Rangoni) insieme al cugino Niccolò Rangoni, allo zio Uguccione Rangoni e al Signore di Carpi. Il duca di Ferrara Borso d'Este scrisse contrariato dell'assedio ad Antonmaria, che si difese sostenendo di essere stato costretto dal cugino Niccolò e in ogni caso di aver consegnato la rocca ad Ercole d'Este, che aveva poi processato e cacciato via Ugo Rangoni.
Nel 1469 venne arruolato dalla Repubblica di Venezia, prendendo parte alla sfortunata spedizione di Niccolò Canal nell'isola di Negroponte (1469-1470), assediata e poi conquistata dagli Ottomani di Maometto II.
Il 10 aprile 1470 Antonmaria venne accusato da un testimone del delitto di lesa maestà, per cui Galeotto I lo imprigionò in una torre per due anni, insieme al suo cancelliere e alla madre Giulia Boiardo. Nella seconda metà del 1470 Antonmaria dettò il proprio testamento che venne spedito in custodia al Marchese di Mantova.
Dopo essere stato liberato, il 14 marzo 1473 sposò Costanza Bentivoglio, figlia di Sante Bentivoglio, signore di Bologna e Ginevra Sforza, figlia del Signore di Pesaro. Rinsaldò inoltre l'amicizia con gli Estensi, tanto che fece parte degli ambasciatori inviati a Napoli per prelevare e scortare a Ferrara Eleonora d'Aragona, futura sposa di Ercole d'Este.
Non rassegnandosi all'usurpazione del dominio sulla Mirandola da parte del fratello Galeotto, nel 1481 si recò a Roma per chiedere l'aiuto di papa Sisto IV, che processò al Campidoglio il testimone che nel 1470 aveva accusato falsamente Antonmaria, facendogli tagliare il naso e le orecchie. Sisto IV, che il 15 giugno aveva scomunicato i veneziani e i loro alleati nella guerra di Ferrara (incluso Galeotto I Pico), passò a difendere Antomaria Pico per recuperare quanto ingiustamente tolto dal fratello. Divenuto capitano dell'esercito della lega, Antonmaria venne inviato nel 1483, insieme al duca di Calabria, al duca di Pitigliano e Virginio Orsini, a soccorso del duca di Ferrara attaccato dai veneziani.
Nel frattempo Galeotto I Pico si era alleato con i veneziani, cosicché il papa spedì Alfonso di Calabria all'assedio della Concordia il 12 novembre 1483 con 27 squadre di armati ed altrettanti di cavalleggeri; dopo l'intervento di Sigismondo d'Este, i fratelli Pico furono riappacificati con l'assegnazione di Mirandola a Galeotto e di Concordia ad Antonmaria. Altre discordie sorte poco dopo, portarono ad una nuova pace tra i Pico il 10 dicembre. Nel 1484 la questione fu rimessa in discussione e, mediatori i veneziani e il duca di Milano, fu stabilito il mantenimento dei beni allodiali ad Antonmaria e la restituzione del castello della Concordia a Galeotto. Ciononostante, la disputa fra fratelli non ebbe mai fine, con continue scaramucce ed attacchi tra le due parti. Il 28 gennaio 1488, approfittando dell'assenza di Antonmaria, Galeotto attaccò il castello della Concordia, ma venne respinto dal castellano Sergio Sifola di Trani, marito di Giulia Pico. Continuando le dispute territoriali col fratello Antonmaria, l'imperatore Massimiliano incaricò il duca di Milano Ludovico Sforza, il vescovo di Reggio, i conti Matteo Maria Boiardo e Francesco Maria Rangoni di risolvere finalmente la questione, che venne giudicata a sfavore di Antonmaria Pico. A seguito di ciò, l'imperatore emanò il diploma del 28 aprile 1494 con cui, riconoscendo il dominio di Galeotto, eresse la Mirandola in primogenitura, dichiarando Giovanni Francesco II Pico quale futuro unico erede dello Stato mirandolese (fino ad allora il dominio della Signoria era stata sempre stata condivisa tra fratelli). Le contese tra fratello tuttavia continuarono per tutta la vita (il 26 marzo 1496 tentò una mediazione anche Girolamo Savonarola), tanto che il 9 dicembre 1496 l'imperatore condannò Antonmaria per fellonia, confermando il titolo di Galeotto.
Alla morte del fratello Galeotto (9 aprile 1499), Antonmaria fece ritorno alla Concordia il 1º agosto, giusto in tempo per veder litigare i nipoti Gianfrancesco II e Ludovico I, che lui stesso riappacificò. Dopo un breve soggiorno a Venezia, ritornò definitivamente a Roma, dove il 24 luglio 1500 dettò il proprio testamento, lasciando in eredità il proprio dominio a Ludovico. Il 6 marzo 1501 morì nella sua casa di Campo Marzio e venne sepolto presso la Basilica di Santa Maria in Aracoeli, dove la figlia Ginevra fece realizzare un elegante sarcofago.

## Discendenza

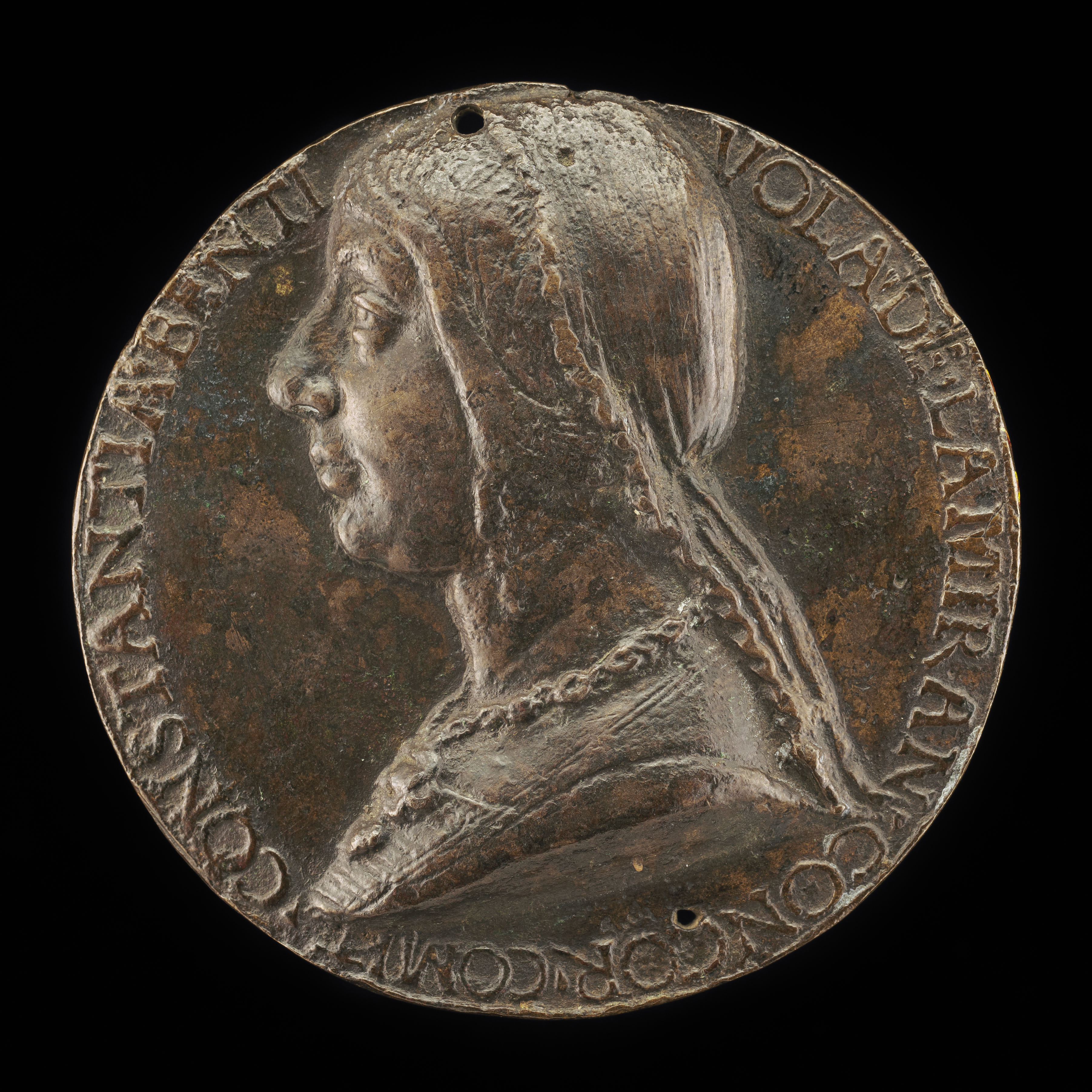
Niccolò Fiorentino, Medaglia di Costanza Bentivoglio (National Gallery of Art di Washington, 1485)

Antonmaria sposò in prime nozze Costanza Bentivoglio (1458-1491), figlia di Sante Bentivoglio, signore di Bologna e Ginevra Sforza, figlia del Signore di Pesaro. Ebbero tre figli:
- Violante (18 aprile 1474[8]-c.1506), sposò nel 1493 Giberto VII da Correggio, generale pontificio;
- n.n., nato il 1º novembre 1476 e morto in giovane età[9];
- Ginevra, sposò dopo il 1494 Giovanni Battista Conti di Roma (morto fra il 25 aprile e il 21 luglio 1501[10]) e, rimasta vedova, nel 1502 divenne monaca del convento di Sant'Orsola a Firenze.

Rimasto vedovo, il 1º marzo 1492 - tramite procura rilasciata ad Alfonso di Calabria e alla presenza del re e della regina e con la benedizione del Papa, sposò la calabrese Raimonda Tocco, figlia di Leonardo III Tocco, che poi andò a prendere nella seconda metà di maggio. Raimonda non ebbe figli e morì a Concordia dopo il 25 aprile 1501, data in cui vendette degli immobili alla figliastra Ginevra.
Ebbe inoltre una figlia naturale, Giulia (?-1530 circa), sposata a Sergio Sifola di Trani (?-20 marzo 1505), Castellano di Concordia.

## Ascendenza
|                        |                |                          | Genitori                |  |  | Nonni |  |  | Bisnonni          |  |  | Trisnonni  |  |
|                        |                |                          |                         |  |  |       |  |  | Francesco II Pico |  |  | Paolo Pico |  |
|                        |                |                          |                         |  |  |       |  |  | Francesco II Pico |  |  | Paolo Pico |  |
|                        |                | Isabella Malaspina       |                         |  |  |       |  |  | Francesco II Pico |  |  |            |  |
| Giovanni I Pico        |                |                          |                         |  |  |       |  |  | Francesco II Pico |  |  |            |  |
|                        |                | ?                        | ?                       |  |  |       |  |  |                   |  |  |            |  |
|                        |                | ?                        | ?                       |  |  |       |  |  |                   |  |  |            |  |
|                        |                | ?                        | ?                       |  |  |       |  |  |                   |  |  |            |  |
| Gianfrancesco I Pico   |                | ?                        |                         |  |  |       |  |  |                   |  |  |            |  |
|                        |                | Guglielmo Bevilacqua     | Francesco Bevilacqua    |  |  |       |  |  |                   |  |  |            |  |
|                        |                | Guglielmo Bevilacqua     | Francesco Bevilacqua    |  |  |       |  |  |                   |  |  |            |  |
|                        |                | Guglielmo Bevilacqua     | Anna Zavarise           |  |  |       |  |  |                   |  |  |            |  |
| Caterina Bevilacqua    |                | Guglielmo Bevilacqua     |                         |  |  |       |  |  |                   |  |  |            |  |
|                        |                | Taddea Tarlati           | ?                       |  |  |       |  |  |                   |  |  |            |  |
|                        |                | Taddea Tarlati           | ?                       |  |  |       |  |  |                   |  |  |            |  |
|                        |                | Taddea Tarlati           | ?                       |  |  |       |  |  |                   |  |  |            |  |
| Antonio Maria Pico     |                | Taddea Tarlati           |                         |  |  |       |  |  |                   |  |  |            |  |
|                        | Matteo Boiardo | ?                        |                         |  |  |       |  |  |                   |  |  |            |  |
|                        | Matteo Boiardo | ?                        |                         |  |  |       |  |  |                   |  |  |            |  |
|                        | Matteo Boiardo | ?                        |                         |  |  |       |  |  |                   |  |  |            |  |
| Feltrino Boiardo       | Matteo Boiardo |                          |                         |  |  |       |  |  |                   |  |  |            |  |
|                        |                | Bernardina Lambertini    | ?                       |  |  |       |  |  |                   |  |  |            |  |
|                        |                | Bernardina Lambertini    | ?                       |  |  |       |  |  |                   |  |  |            |  |
|                        |                | Bernardina Lambertini    | ?                       |  |  |       |  |  |                   |  |  |            |  |
| Giulia Boiardo         |                | Bernardina Lambertini    |                         |  |  |       |  |  |                   |  |  |            |  |
|                        |                | Gherardo VI da Correggio | Giberto IV da Correggio |  |  |       |  |  |                   |  |  |            |  |
|                        |                | Gherardo VI da Correggio | Giberto IV da Correggio |  |  |       |  |  |                   |  |  |            |  |
|                        |                | Gherardo VI da Correggio | Orsolina Pio            |  |  |       |  |  |                   |  |  |            |  |
| Guiduccia da Correggio |                | Gherardo VI da Correggio |                         |  |  |       |  |  |                   |  |  |            |  |
|                        |                | ?                        | ?                       |  |  |       |  |  |                   |  |  |            |  |
|                        |                | ?                        | ?                       |  |  |       |  |  |                   |  |  |            |  |
|                        |                | ?                        | ?                       |  |  |       |  |  |                   |  |  |            |  |
|                        |                | ?                        |                         |  |  |       |  |  |                   |  |  |            |  |